# Johnny Roberts
John „Johnny“ Roberts Sr (* 31. Mai 1924 in Ashland, Indiana; † 26. Juli 1965 in Hanover, Pennsylvania) war ein US-amerikanischer Autorennfahrer.

## Karriere
Roberts begann seine Karriere in Midget-Car Rennen 1947 in Michigan, wo er sich bis 1959 zu einem der führenden Fahrer entwickelte. Nebenher verkaufte er Umbau-Kits für Midget-Rennwagen.
1953 konnte er sich bei seinem einzigen Versuch nicht für die 500 Meilen von Indianapolis qualifizieren.
Ungeklärt ist sein Tod. Verschiedentlich wird angegeben, er sei 1965 bei einem Rennunfall verunglückt, seine Biographie in der Michigan Motorsport Hall of Fame berichtet jedoch nur von einem schweren Unfall 1965, den er mehr oder weniger leicht verletzt überstanden habe. Er sei zurückgetreten und kümmere sich um die Karriere seines Sohnes. Es existiert zudem ein YouTube-Video, das ihn bei einem Unfall in einem NASCAR-Rennen 1967 zeigt.

## Statistik

### Indy-500-Ergebnisse
| Jahr | Startnr. | Start | Qual (km/h) | Ergebnis | Runden | Führung | Ausfall |
| ---- | -------- | ----- | ----------- | -------- | ------ | ------- | ------- |
| 1953 | 82       | DNQ   |             |          |        |         |         |

| Legende  | Legende            | Legende                                                          |
| Farbe    | Abkürzung          | Bedeutung                                                        |
| -------- | ------------------ | ---------------------------------------------------------------- |
| Gold     | –                  | Sieg                                                             |
| Silber   | –                  | 2. Platz                                                         |
| Bronze   | –                  | 3. Platz                                                         |
| Grün     | –                  | Platzierung in den Punkten                                       |
| Blau     | –                  | Klassifiziert außerhalb der Punkteränge                          |
| Violett  | DNF                | Rennen nicht beendet (did not finish)                            |
| Violett  | NC                 | nicht klassifiziert (not classified)                             |
| Rot      | DNQ                | nicht qualifiziert (did not qualify)                             |
| Rot      | DNPQ               | in Vorqualifikation gescheitert (did not pre-qualify)            |
| Schwarz  | DSQ                | disqualifiziert (disqualified)                                   |
| Weiß     | DNS                | nicht am Start (did not start)                                   |
| Weiß     | WD                 | zurückgezogen (withdrawn)                                        |
| Hellblau | PO                 | nur am Training teilgenommen (practiced only)                    |
| Hellblau | TD                 | Freitags-Testfahrer (test driver)                                |
| ohne     | DNP                | nicht am Training teilgenommen (did not practice)                |
| ohne     | INJ                | verletzt oder krank (injured)                                    |
| ohne     | EX                 | ausgeschlossen (excluded)                                        |
| ohne     | DNA                | nicht erschienen (did not arrive)                                |
| ohne     | C                  | Rennen abgesagt (cancelled)                                      |
| ohne     | keine WM-Teilnahme |                                                                  |
| sonstige | P/fett             | Pole-Position                                                    |
| sonstige | 1/2/3/4/5/6/7/8    | Punktplatzierung im Sprint-/Qualifikationsrennen                 |
| sonstige | SR/kursiv          | Schnellste Rennrunde                                             |
| sonstige | *                  | nicht im Ziel, aufgrund der zurückgelegten Distanz aber gewertet |
| sonstige | ()                 | Streichresultate                                                 |
| sonstige | unterstrichen      | Führender in der Gesamtwertung                                   |